# Приметкино (посёлок)
Приме́ткино — посёлок при станции в Мариинском районе Кемеровской области. Входит в состав Кийского сельского поселения.

## География
Центральная часть населённого пункта расположена на высоте 153 метров над уровнем моря.

## Население
По данным Всероссийской переписи населения 2010 года, в посёлке при станции Приметкино проживает 43 человека (26 мужчин, 17 женщин).